# Barelas Community Center
Le Barelas Community Center est un bâtiment américain à Barelas, un quartier d'Albuquerque, au Nouveau-Mexique. Construit dans le style Pueblo Revival en 1941-1942, ce centre communautaire est inscrit au Registre national des lieux historiques depuis le 9 décembre 2021.